# Ryszard Dubiec
Ryszard Dubiec (ur. 26 marca 1957) – polski żużlowiec.
Wychowanek Stali Gorzów Wielkopolski. W rozgrywkach ligowych zadebiutował 4 kwietnia 1977 roku w meczu wyjazdowym przeciwko Polonii Bydgoszcz. Reprezentował gorzowską Stal w sezonach 1976-1981. Z gorzowskim klubem wywalczył 2 złote medale (1977, 1978) i 1 srebrny (1979) Drużynowych Mistrzostw Polski. W sezonie 1980 ze Stalą zdobył brązowy medal w rozgrywkach o Drużynowy Puchar Polski.